# مسجد أبوجا الوطني

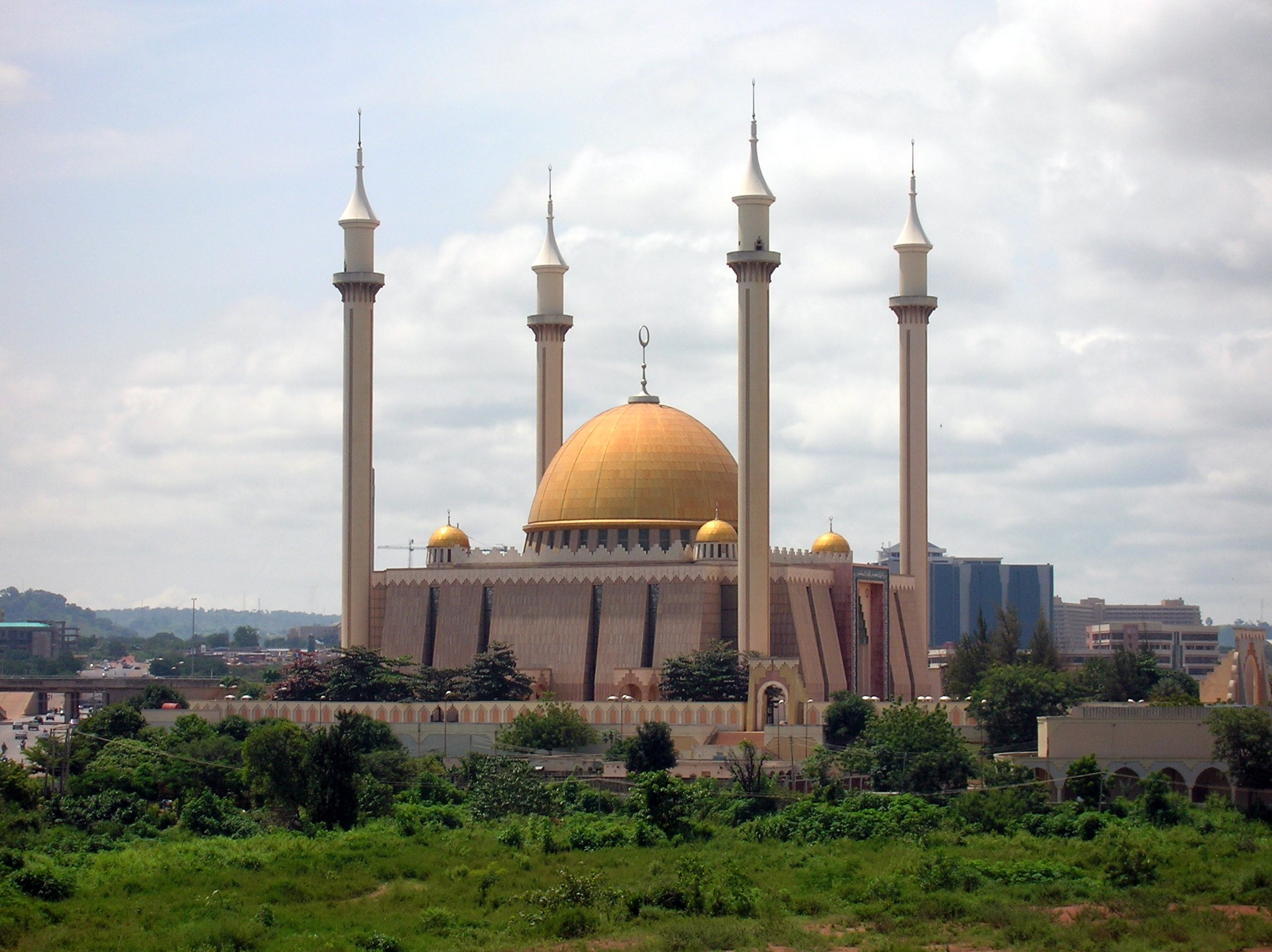
مسجد أبوجا الوطني

مسجد أبوجا الوطني مَعروف كذلك بِالمسجدِ الوطنيِ النايجيريِ، أو المسجدُ الوطنيُ لنيجيريا. بُنِيَ المسجد في عام 1984 ولَيسَ مفتوحَاً لغير المسلمينِ أثناء وقت الصلواتِ.

## الموقع
يقع المسجدَ في المدينةِ الكبيرةِ أبوجا عاصمة نيجيريا وواقعُ على شارع دربِ الاستقلالِ، مقابل المركز المسيحي الوطني ويَتضمّنُ مكتبة وغرفة مؤتمرِات.